# Essertaux
Essertaux é uma comuna francesa na região administrativa de Altos da França, no departamento de Somme. Estende-se por uma área de 6,6 km². Em 2010 a comuna tinha 264 habitantes (densidade: 40 hab./km²).